# 尼尔·格雷尔斯雨燕天文台
尼尔·格雷尔斯雨燕天文台（英語：Neil Gehrels Swift Observatory），旧称雨燕γ射线暴任务（Swift Gamma-Ray Burst Mission），是美國國家航空暨太空總署2004年发射的一颗专门用于观测伽玛射线暴的天文卫星，工作在伽玛射线、X射线、紫外线以及可见光多个波段。
雨燕卫星由美国、英国、意大利共同研制，于2004年11月20日在美国佛罗里达州的卡纳维拉尔角搭载德尔塔Ⅱ型火箭发射升空，运行在高度约600公里的近圆形轨道上，周期为90分钟。雨燕卫星重1500千克，主要仪器有：
- 爆发警示望远镜（BAT），使用编码孔成像板，面积为5200平方厘米，工作能段为15-150keV。
- X射线望远镜（XRT），能够对伽玛射线暴的余辉进行成像，精确测定伽玛射线暴的位置，误差大约为3.5角秒，工作能段为0.2-10keV。同时也能够监测余辉在数日到数周内的光变曲线。
- 紫外/光学望远镜（UVOT），工作波段为170-650纳米，能够对伽玛射线暴在光学波段的余辉进行成像，也能测定其亮度和光谱、以及长时间光变曲线。